# Tratamento de resíduos
O tratamento de resíduos consiste no conjunto de métodos e operações necessárias para respeitar as legislações aplicáveis aos resíduos, desde a sua produção até o destino final com o intuito de diminuir o impacto negativo na saúde humana, assim como no ambiente. Pode consistir numa deposição final, ou um tratamento intermediário, que diminua a periculosidade dos mesmos, possibilitando a sua reutilização ou reciclagem.

## Processamento

### Processos físicos
No tratamento de resíduos, podem ser utilizados os seguintes processos:
- separação de fases: sedimentação, decantação, filtração, centrifugação e floculação;
- transição de fases:destilação (processo de separação), evaporação, cristalização;
- Tratamento térmico (e tratamento de resíduos que envolve altas temperaturas durante o processamento dos resíduos)

### Processos químicos
- transferência de fases: adsorção, "air-stripping", extração por solventes;
- separação molecular: hiperfiltração, ultrafiltração, osmose reversa, diálise,  íons

### Processos biológicos
- biogasificação
- Tratamento mecânico-biológico

## Tratamento final

### Compostagem
A compostagem é um processo biológico que consiste na utilização de seres vivos para a decomposição de matéria orgânica, resultando em substrato, que pode ser usado como adubo orgânico. A decomposição pode ser efetuada por microorganismos como bactérias e fungos, ou em baixas temperaturas por organismos como lesmas e minhocas.

### Incineração
A Incineração é um processo de eliminação de resíduos sólidos, que consiste na queima dos mesmos em unidades especiais, permitindo assim a redução do seu volume, com emissões gasosas controladas e possibilitando o aproveitamento de energia.

### Aterro Sanitário
Um Aterro sanitário é um espaço destinado à deposição final de resíduos sólidos. Os aterros de ultima geração permitem não só um confinamento seguro e económico de resíduos que apresentem um grande volume de produção.